# Puntila (Oper)
Puntila ist eine Oper in dreizehn Bildern mit Prolog und Epilog von Paul Dessau (Musik) mit einem Libretto von Peter Palitzsch und Manfred Wekwerth nach dem Volksstück Herr Puntila und sein Knecht Matti von Bertolt Brecht. Sie wurde am 15. November 1966 an der Deutschen Staatsoper Berlin uraufgeführt.

## Handlung
Die Oper spielt in Finnland in der ersten Hälfte des 20. Jahrhunderts. Der normalerweise tyrannische Gutsbesitzer Puntila wird in betrunkenem Zustand zu einem Menschenfreund, der besonders vertraulich mit seinem Chauffeur Matti umgeht. Seine Tochter Eva ist mit dem Attaché Eino verlobt, benötigt für die Hochzeit aber eine Mitgift. Um das Geld zu beschaffen, muss Puntila entweder seinen Wald verkaufen oder sich auf eine Ehe mit der reichen Frau Klinkmann einlassen. Er kann sich nicht entscheiden. Auch mit der Verlobung seiner Tochter gibt es Probleme: Sobald Puntila betrunken ist, verachtet er ihren Verlobten und will sie stattdessen mit Matti verheiraten, mit dem sie bereits gelegentlich geflirtet hat. Doch letztlich kehrt sie auch Matti den Rücken. Als Puntila schwer verkatert beschließt, seinen Alkohol zu vernichten, kostet er zuvor aus jeder einzelnen Flasche und schwärmt Matti von seinem Besitz vor. Matti weiß jedoch genau, dass diese Vertraulichkeiten nur dem Alkohol geschuldet sind. Er gibt seine Stellung auf und verlässt das Gut.
Prolog. Vor dem Vorhang. Vor Beginn der Oper kann optional ein Text gesprochen werden: „[…] die Zeit ist trist. Klug, wer besorgt, und dumm, wer sorglos ist! Doch ist nicht übern Berg, der nicht mehr lacht.“ Das Kuhmädchen Lisu beschimpft den Gutsbesitzer Puntila als „unnützes, verfressenes Tier“ und „Landplage“.
1. Bild: „Herr Puntila findet einen Menschen“ – Nebenstube im Parkhotel zu Tavasthus. Puntila betrinkt sich mit dem Advokaten Fredrick und weiteren Personen, die bereits unter den Tisch gesunken sind. Enttäuscht über deren Schwäche tanzt er alleine eine Runde auf dem Tisch, als Matti eintritt und sich ihm als sein Chauffeur vorstellt. Obwohl Puntila ihn nicht wiedererkennt, findet er ihn „ganz menschlich“ und bittet ihn um Hilfe bei einer Entscheidung: Um seiner einzigen Tochter Eva eine Mitgift zu verschaffen, muss er entweder seinen Wald verkaufen oder sich selbst, indem er auf die Avancen der reichen Frau Klinkmann eingeht. Puntila entscheidet sich für den Wald.
2. Bild: „Der Wald“ – Nutzwald mit aufgeschichtetem geschlagenem Holz. Beim Anblick des schönen Waldes mit dem wertvollen Holz ändert Puntila seine Entscheidung wieder.
3. Bild: „Die Klinkmann“ – Diele im Gut Klinkmanns mit vielen Türen. Zusammen mit Matti dringt Puntila mitten in der Nacht in die Wohnung der Klinkmann ein, verscheucht den Hausdiener und probiert alle Türen durch, bis er die schlafende Frau findet. Nach ihrem schrillen Aufschrei beschließt er, doch lieber den Wald zu verkaufen.
4. Bild: „Herr Puntila verlobt sich mit den Frühaufsteherinnen“ – Dorfplatz mit Apotheke und Post, früher Morgen. Noch immer betrunken und auf der Suche nach Alkohol fährt Puntila mit seinem Auto gegen einen Telegrafenmast. Er begegnet vier Frauen: der Schmuggler-Emma, der Apothekerin, dem Kuhmädchen Lisu und der Telefonistin Sandra. Sie erzählen ihm von ihrem harten Leben. Von der Apothekerin erhält er eine Flasche Schnaps, die er angeblich für seine neunzig scharlachkranken Kühe benötigt. Natürlich trinkt er sie sofort aus. Die Telefonistin informiert ihn darüber, dass seine Tochter ihn schon die halbe Nacht gesucht habe, weil er den Kaufinteressenten für seinen Wald, Herrn Bibelius, nun schon zwei Mal versetzt habe. Im Rausch verspricht Puntila allen Frauen nacheinander die Ehe und lädt sie für den Sonntag auf sein Gut ein.
5. Bild: „Der Gesindemarkt“ – Dorfplatz zu Lammi. Puntila wirft Matti vor, ihn auf den falschen Gedanken mit der Klinkmann gebracht zu haben – der Wald wäre sonst schon längst verkauft. Puntila geht erst einmal zum „Telefonieren“ in ein Café. Auf dem Markt feilschen Bibelius und andere Gutsbesitzer mit potentiellen Arbeitern. Während Puntila wartet, schaut er sich die Arbeiter an. Ausgerechnet der, mit dem Bibelius gerade verhandelt, gefällt ihm, und er wirbt ihn Bibelius ab. Der zieht wütend davon. Putila engagiert nun auch alle anderen Arbeiter einschließlich des wenig arbeitstauglichen „Kümmerlichen“ und spendiert ihnen eine Runde im Café. Zu schriftlichen Verträgen ist er nicht bereit. Dennoch folgen ihm alle begeistert auf sein Gut, das „Schlaraffia“ und singen vom Neunstundentag.
6. Bild. Im Auto. Bei der Heimfahrt warnt Matti die Arbeiter vor den leeren Versprechungen Puntilas, der sie fortjagen werde, sobald er wieder nüchtern sei.
7. Bild: „Skandal auf Puntila“ – Teil des Hofs von Puntila mit Badehütte. Als Puntila und die neuen Arbeiter auf dem Hof eintreffen, liegt das Gesinde in tiefem Schlaf. Eva schimpft mit ihrem Vater, weil er ihr noch immer keine Mitgift verschafft hat. Puntila rät ihr, anstelle des Attachés Eino, der „kein Mann“ sei, den Matti zu heiraten. Wütend schickt Eva die gerade eingestellten Waldarbeiter wieder nach Hause. Die ziehen enttäuscht ab. Eva sucht nun Rat bei Matti, den sie dem Attaché eigentlich sogar vorzieht. Die beiden überlegen, wie sie die Verlobung wieder lösen könnten. Vor Einos Augen gehen sie gemeinsam in die Sauna, spielen miteinander Karten und kichern vertraulich. Verärgert kündigt Puntila Matti die Stellung. Eino jedoch lässt sich nicht abschrecken. Er hält alles für ein Missverständnis und schenkt Eva einen Strauß Rosen. Matti kommentiert, dass seine Schulden wohl größer seien, als sie dachten.
8. Bild: „Ein Gespräch über Krebse“ – Gutsküche, Abend. In Gesellschaft des Stubenmädchens Fina liest Matti in der Zeitung. Er schlägt vor, gemeinsam an den Fluss zu gehen, doch Fina zeigt sich desinteressiert und geht ab. Dabei gibt es ein stummes Blickduell mit der gerade eintretenden Eva, die Matti einlädt, zusammen auf der Insel Krebse für das Verlobungsessen zu fangen. Während sich Eva umzieht, teilt die Köchin Laina Matti mit, dass Fina und die Futtermeisterin bereits am Fluss auf ihn warten. Matti würde sich auf der Insel lieber mit Eva unterhalten als nach Krebsen zu jagen. Da sie zögert, beschließt er, im Haus zu bleiben.
9. Bild: „Der Bund der Bräute des Herrn Puntila“ – Hof auf Puntila, Sonntagmorgen. Puntila versucht, der Klinkmann telefonisch den Wald zu verkaufen. Gleichzeitig macht er Eva klar, dass die Verlobung nun stattfinden müsse. Da erscheinen die vier von ihm eingeladenen Frühaufsteherinnen am Tor. Matti warnt sie davor, dass sein Herr jetzt nüchtern sei und sie vielleicht nicht gut behandeln werde. Er spielt ihnen vor, wie er sich beim Richter in Viborg für ihre Sache einsetzen werde. Wie befürchtet, erkennt Puntila keine seiner vier Bräute wieder. Matti versucht noch, ihm zu erklären, dass sie lediglich zur Heiterkeit bei der Verlobungsfeier beitragen wollten – doch Puntila wirft sie grob hinaus.
10. Bild: „Der lange Heimweg“ – Distriktstraße, Abend. Auf dem Weg nach Hause ziehen die vier Frauen ihre Lehre aus Puntilas Verhalten: Weil Leute wie er nicht gefährlich aussehen, bedarf es besonderer Vorsicht im Umgang mit ihnen.
11. Bild: „Puntila verlobt seine Tochter einem Menschen“ – Esszimmer mit Büfett. Wieder betrunken, wirft Puntila den Verlobten seiner Tochter mit einem Fußtritt hinaus. Er will sie nicht mit einer „Heuschrecke“ verloben, sondern mit einem Menschen – seinem Chauffeur und Freund Matti. Die Verlobung soll sofort gefeiert werden. Obwohl Eva einverstanden ist, hat Matti Vorbehalte: Sie sei keine Frau für einen Chauffeur, und seine Mutter werde sie schwer prüfen. Eva schlägt vor, dieses „Examen“ schon einmal durchzuspielen. Sie muss einen Hering holen, und Matti beschreibt ihr symbolisch das elende Leben der armen Bevölkerungsteile – in seiner Familie gebe es fünf oder gar acht Mal in der Woche Hering. Als er ihr vorspielt, wie er mitten in der Nacht zur Arbeit zitiert wird, reagiert sie mit einer lauten Schimpftirade. Damit wäre zwar Mattis Mutter zu gewinnen, aber er seine Arbeit los. Er klopft ihr scherzhaft auf den Hintern, und Fredrick erklärt ihr, dass sie durchs Examen gefallen ist. Eva verzichtet auf diese Ehe. Puntila ist enttäuscht. In seinem Rausch enterbt er sie und wirft sie aus dem Haus.
12. Bild: „Zwischenspiel. Nocturno“ – Vor dem Vorhang. Während sich Puntila und Matti draußen erleichtern, singt eine Stimme von der Liebe zwischen Fuchs und Hahn, die letztlich nicht gut für den Hahn endete. Matti bestätigt Puntila, dass das auch für sie gilt.
13. Bild: „Besteigung des Hatelmaberges“ – Bibliothekszimmer auf Puntila. Laina versorgt den nüchternen, aber schwer verkaterten Puntila mit Eiskompressen. Fredrick und der Probst machen ihm Vorwürfe, dass sein Gesinde lautstark den Neunstundentag besungen hätte. Daraufhin unterschreibt er eine Erklärung, dass er allen revolutionär eingestellten Angestellten kündigen werde. Außerdem will er nie wieder trinken und sämtlichen Alkohol im Haus vernichten. Laina und Fina bringen die Flaschen herbei. Doch um seinen Entschluss zu feiern, probiert Puntila jede einzelne, bevor er sie zerschlägt. Wieder betrunken erhöht er Matti das Gehalt und will mit ihm „im Geist“ den Hatelmaberg besteigen. Den baut ihn Matti aus dem zerschlagenen Mobiliar der Bibliothek zusammen. Puntila steigt hinauf und beschreibt Matti schwärmerisch sein Reich im Tavastland. Matti stimmt vorsichtig zu.
Epilog: Distriktstraße, früher Morgen. Matti verlässt seinen Herrn und den Hof. Obwohl Puntila nicht „der Schlimmste“ sei, konnte er den „Freundschaftsbund“ nicht bestehen, denn „der Rausch verfliegt“.

## Gestaltung
Die Oper besteht (abgesehen von Prolog, Nocturne und Epilog) aus zwei inhaltlich voneinander abgesetzten Teilen mit jeweils sechs Bildern. Der erste Teil behandelt die dreitägige Fahrt Puntilas und Mattis nach Art einer Bilderfolge, in der sich die Konflikte nur schwach anbahnen. Diese brechen erst im zweiten Teil auf dem Gutshof aus.:84

### Musik
Dessau unterteilte den Prosatext des Libretto in voneinander abgegrenzte Musiknummern und verwendete verschiedene traditionelle Formen wie Reprisen, Rondos oder Variationssätze. Dabei orientierte er sich am Modell von Alban Bergs Oper Wozzeck.:86 Andererseits nutzte er auch hier dieselben dialektischen Methoden wie in seinen anderen Bühnenwerken, mit denen er der Musik die Möglichkeit gab, die Handlung unabhängig zu kommentieren. Die Abtrennung zwischen den Stücken sah Dessau selbst als nicht so stringent wie in Die Verurteilung des Lukullus.
Die beiden Sphären der Privilegierten und der niedriger gestellten Bevölkerung sind musikalisch unterschiedlich charakterisiert: Während die Musik der höheren Schichten von der Zwölftontechnik geprägt ist, haben die einfachen Leute volkstümliche Melodien. Beide Ebenen durchdringen sich jedoch auf vielgestaltige Weise und besonders in der Figur des Puntila. Selbst wenn er sich in betrunkenem Zustand menschlich zeigt, wird seine Musik durch Reihenstrukturen gebrochen und lässt somit Zweifel an seinem Verhalten erkennen. Auf der anderen Seite fehlt der Musik des nüchternen Puntila jede Volkstümlichkeit. Auch bei den anderen Personen „stören“ immer wieder Zwölftonreihen, die darauf hinweisen, dass sie sich aufgrund ihrer schweren Lebensbedingungen nicht voll entfalten können. Fritz Hennenberg beschrieb die Funktion der beiden Techniken folgendermaßen: „Bei Puntila bezeichnet die Zwölftonreihe den sozialen Gestus, bei den Frauen von Kurgela und dem Gesinde einen umweltbedingten Makel; bei den Frauen von Kurgela und dem Gesinde bezeichnen die volkstümlichen Intonationen den sozialen Gestus, bei Puntila eine alkoholbedingte Verstellung.“:87
Die Gesangslinien sind durch die gestelzt wirkende, klare Deklamation mit prägnantem Rhythmus gekennzeichnet, die auch für andere Werke Dessaus typisch ist. Dessau nutzte zur Charakterisierung seiner Figuren auch die Orchestrierung. Er selbst sprach in diesem Zusammenhang von „Leit-Instrumentation“. Der genusssüchtige Puntila bedient sich musikalisch an Versatzstücken, Naturlauten und „verstümmelten Zitaten“ (Suitner), beispielsweise aus Wagners Tristan und Isolde, Rossinis Il barbiere di Siviglia, Sibelius’ Valse triste oder Strauss’ Heldenleben.:85
Zu den von der älteren Bühnenmusik übernommenen volkstümlichen Stücken gehören „Puntilas Lied“ (nur instrumental), das „Pflaumenlied“ und das „Lied vom Fuchs und dem Hahn“.
Während Matti die Gefahren sozialer Verbrüderung klar erkennt, trägt der in sich gespaltene Puntila komödienhafte Züge. Dessau Wunsch war es, „dem Hörer durch ein heiteres Werk den Ernst des Klassenkampfes deutlich zu machen“. Den „grotesken Höhepunkt“ bildet die Besteigung des virtuellen Hatelmabergs am Ende der Oper, für die Dessau elegische und beinahe sentimentale Musik mit satirischen Bestandteilen konterkarierte.
Ulrich Schreiber bemängelte an der Oper das Fehlen einer „epischen Theatermethode“ und die „eindimensional in Klänge“ umgesetzte Textvorlage. Der proletarische Matti wirke „weniger klassenkämpferisch als spielverderbend“ und das „finnische Lokalkolorit“ verdingliche sich zu einem „leicht kitschverdächtigen Eigenwert“. Auch die Mischung des volkstümlichen Materials der ursprünglichen Bühnenmusik und der Zwölftontechnik fand er problematisch, da die aus Terzen und kleinen Sekunden zusammengesetzte Grundreihe „tonale Klänge“ ermögliche. Damit habe sich Dessau der ideologischen Regelung der DDR angenähert, nach der tonale Musik positiven und atonale Klänge negativen Charakteren zugewiesen sein müsse. Sigrid Neef wies hingegen darauf hin, dass sich Dessau dieser offizielle verkündeten Theorie des Sozialistischen Realismus entgegensetzte, indem er keiner Klasse ausschließlich tonale oder atonale Musik zuwies. Seine Oper sei „wie Brechts Stück eine Herausforderung zur Diskussion über das Thema Volkstümlichkeit.“:88

### Orchester
Die Orchesterbesetzung der Oper enthält die folgenden Instrumente:
- Holzbläser: drei Flöten (alle auch Piccolo), drei Oboen (3. auch Englischhorn), drei Klarinetten (3. auch Bassklarinette), Es-Klarinette, Tenorsaxophon in B, drei Fagotte (3. auch Kontrafagott)
- Blechbläser: drei Hörner, zwei Trompeten, drei Posaunen, Tuba
- vier Pauken (zwei Spieler), Schlagzeug (acht Spieler): zwei Marimbaphone, Xylophon, Bassxylophon ad libitum, zwei große Becken, zwei kleine Becken, kleine Trommel, große Trommel mit aufgeschnalltem Becken, große Trommel solo, Rührtrommel, Holztrommel, vier kleine und vier größere Tempelblocks, kleines, mittleres und großes Tomtom, Tamburin, Kastagnetten, Hölzer, Peitsche, Rasselbüchse, Metallrassel, Rute, Knarre, Ratsche, drei Autohupen, drei weitere Autohupen auf Tonband, großes und mittleres Tamtam, mittlerer und kleiner Gong, verschieden gestimmte Gongs, Röhrenglocken, Herdengeläute, Sirene, Zimbeln, Schellen, zwei indische Glocken ad libitum
- Vibraphon
- Gitarre
- Celesta
- Akkordeon
- Klavier, mit „P“ und „N“ bezeichnet. Das „P“ bezeichnet einen Hebel, durch den das Klavier mit Hilfe eines Metallteppichs wie ein „robustes Cembalo“ klingt.
- Harfe
- Streicher
- Bühnenmusik: Piccoloflöte, zwei Es-Klarinetten, zwei Trompeten, zwei Posaunen, Tuba, kleine Trommel, große Trommel (mit Becken), Akkordeon

## Werkgeschichte
Die Vorlage zu Paul Dessaus Oper ist das Volksstück Herr Puntila und sein Knecht Matti, das Bertolt Brecht 1940 im Exil schrieb. Für die Berliner Erstaufführung im Jahr 1949 komponierte Dessau eine Bühnenmusik. Der Musik des „Puntila-Lieds“ darin gab er „etwas vom Charakter slawischer Volkslieder, da sie tänzerisch sein sollte und unsere östlichen Nachbarn den Tanz von jeher weit mehr als wir pflegen und ihren Tänzen harmonische und rhythmische Feinheiten eher zugänglich sind als unseren“ (Dessau 1974). Die anschließende Idee, eine vollständige Oper zu komponieren, diskutierte Dessau noch mit Brecht selbst. Von diesem stammt auch der Vorschlag, die beiden neu geschaffenen Szenen („Der Wald“ und „Frau Klinkmann“) aus Alberto Cavalcanti 1955 entstandener Verfilmung des Schauspiels (→ Herr Puntila und sein Knecht Matti (1960)) zu übernehmen. Diese Szenen wurden zum zweiten und dritten Bild der Oper. Hierdurch erhielten die Titelfigur und ihr schwankender Charakter ein stärkeres Gewicht, während die Rolle seines Begleiter Matti im Vergleich zum Schauspiel abgewertet wird. Der Konflikt zwischen dem Bediensteten und seinem Herrn spielt zwar noch immer eine Rolle, doch im Vordergrund steht nun „Puntilas Welt und Menschen bewegendes Streben nach Genuß“ (Neef). Dies spiegelt sich auch im Titel der Oper wider, der auf den Namen des Knechts verzichtet.:83 Das bei Brecht noch vorhandene Gleichgewicht der beiden Figuren wurde somit bewusst aufgegeben. Kürzungen betrafen vor allem die Partie des Matti und besonders seine Gespräche mit Eva. Anders als im Schauspiel scheint Matti hier durchaus empfänglich für die Reize Evas zu sein.:85
1956 richteten Brechts Assistenten Peter Palitzsch und Manfred Wekwerth den Text als Libretto ein, indem sie ihn strafften und dramaturgisch konzentrierten. Dessau komponierte die Musik erst nach Brechts Tod zwischen November 1956 und März 1959, wobei er auch die ältere Bühnenmusik verwertete.
Ursprünglich sollte das Werk bereits 1959 an der Komischen Oper Berlin uraufgeführt werden. Deren Leiter Walter Felsenstein fand jedoch trotz mehrfacher Durchsicht keinen künstlerischen Zugang zu dem Werk. Er gestattete erst 1966 eine Produktion an einem anderen Haus.:88
Die Uraufführung fand schließlich am 15. November 1966 an der Deutschen Staatsoper Berlin im Rahmen der Woche „Brecht und die Musikdramatik“ statt, während der Brecht-Vertonungen verschiedener Komponisten gezeigt wurden.:88 Die Inszenierung stammte von Dessaus Ehefrau Ruth Berghaus, Bühnenbild und Kostüme von Andreas Reinhardt. Die musikalische Leitung hatte Otmar Suitner. Die Titelrolle sang Reiner Süß, seinen Chauffeur Matti Kurt Rehm und die Eva Irmgard Arnold. Berghaus nahm in ihrer Inszenierung das Werkmotto der „Genusssteigerung“ zum Anlass, die Bühnentechnik zu besonderen Leistungen herauszufordern. Ein fahrendes Auto wurde als Sinnbild für Schnelligkeit und Unabhängigkeit auf die rotierende Drehbühne gebracht, und die schnellen Verwandlungen der Bühnenbilder erfolgten auf der offenen Szene. Die Produktion wurde von Publikum und Kritik gut aufgenommen und „als Einzug modernen Theaters in den Opernbetrieb begrüßt“ (Neef). Im folgenden Jahr gab es erfolgreiche Gastspiele bei den Wiener Festwochen im Theater an der Wien und beim Maggio Musicale Fiorentino.:89
Am 10. September 1967 wurde das Werk als westdeutsche Erstaufführung in Wuppertal gespielt (Dirigent: János Kulka, Regie: Kurt Horres; Puntila: Kurt Moll, Matti: Willi Nett). Weitere Produktionen gab es 1969 in Karl-Marx-Stadt (Chemnitz), 1977 in Freiburg im Breisgau, 1980 in Lübeck, 1985 in Oldenburg und 1989 in Radebeul.:89
Die Zwölftonreihe des Puntila nutzte Dessau auch im Chorwerk Hymne auf den Beginn einer neuen Geschichte der Menschheit von 1959 und im Epilog der Jüdischen Chronik von 1960.

## Aufnahmen
- Mai 1968 – Paul Dessau (Dirigent), Staatskapelle Berlin, Chor der Deutschen Staatsoper Berlin.
 Reiner Süß (Johannes Puntila), Kurt Rehm (Matti Altonen), Erich Witte (Fredrick), Horst Lunow (müder Ober), Joachim Arndt (Diener und Kümmerlicher), Gertrud Stilo (Schmuggler-Emma), Hannerose Katterfeld (Apothekerin), Sylvia Pawlik (Lisu), Erna Roscher (Telefonistin Sandra), Erich Siebenschuh (1. Gutsbesitzer), Peter Bindszus (Händler), Martin Ritzmann (Bibelius), Horst Hiestermann (Fotograf und Probst), Peter Olesch (2. Gutsbesitzer), Henno Garduhn (3. Gutsbesitzer und Attaché Eino), Christine Gloger (Stubenmädchen Fina), Annelies Burmeister (Laina), Irmgard Arnold (Eva), Elisabeth Rose (Pröbstin), Günther Burgmann, Hasso Siek, Helmut Jungs, Horst Lunow und Heinz Walter Rosner (Arbeiter), Heinz Reeh (Stimme hinter der Szene).
 Studioaufnahme; Besetzung der Uraufführung, jedoch mit Dessau selbst am Pult; Schallplatteneinrichtung von Ruth Berghaus und Paul Dessau; ohne das 6. und 10. Bild und den Anfang des 13. Bildes.[1]:90
 Nova LP: 8 85 127-128 (2 LPs), DG 139 280-1 (2 LPs), Berlin Classics 0021842 (2 CDs).[10]